# مقاطعة زيبو
مقاطعة بوسكام  (بالأويغورية: پوسكام ناھىيىسى)‏، وتُعرف أيضًا لدى الصينيين بـ مقاطعة زيبو، هي مقاطعة في منطقة سنجان ذاتية الحكم لقومية الأويغور وتحت إدارة ولاية كاشغر. تبلغ مساحتها 985 كيلومتر مربع (380 ميل2)، ووفقًا لتعداد عام 2002 يبلغ عدد سكانها 180،000. 

## الاقتصاد
تم تطوير الري بشكل جيد في المقاطعة، والمقاطعة منتج مهم للقمح والأرز والذرة والقطن في جنوب سنجان، وكذلك العنب وهو التخصص المحلي. وبها العديد من الصناعات مثل التعدين والآلات والبناء وغزل القطن.

### السياحة
تعتبر حديقة الغابة الوطنية من مناطق الجذب السياحي في المقاطعة، والتي تم تصنيفها على أنها من مناطق الجذب السياحي عالية الأهمية في الصين وفقًا للتصنيف الرسمي للمعالم السياحية.